# کیسی (اورگن)
کیسی (به انگلیسی: Keasey) یک منطقهٔ مسکونی در ایالات متحده آمریکا است که در شهرستان کلمبیا، اورگن واقع شده‌است. کیسی ۲۶۷ متر بالاتر از سطح دریا واقع شده‌است.